# Roman Leppert
Roman Leppert (ur. 2 listopada 1964 w Nakle nad Notecią) – polski pedagog, profesor nauk społecznych, nauczyciel akademicki i były prorektor Uniwersytetu Kazimierza Wielkiego w Bydgoszczy, specjalista w zakresie pedagogiki ogólnej.

## Życiorys
W 1988 ukończył studia na kierunku pedagogika w Wyższej Szkole Pedagogicznej w Bydgoszczy. Na Wydziale Pedagogicznym tej uczelni na podstawie napisanej pod kierunkiem Edmunda Trempały rozprawy pt. Potoczne teorie wychowania studentów na przykładzie studentów pierwszego roku studiów pedagogicznych WSP w Bydgoszczy uzyskał w 1994 stopień doktora nauk humanistycznych w dyscyplinie pedagogika. W 2004 na Wydziale Pedagogiki i Psychologii Akademii Bydgoskiej im. Kazimierza Wielkiego na podstawie dorobku naukowego oraz monografii pt. Młodzież – świat przeżywany i tożsamość. Studia empiryczne nad bydgoskimi licealistami otrzymał stopień naukowy doktora habilitowanego nauk humanistycznych w dyscyplinie pedagogika. W 2016 został profesorem nauk społecznych.
Został profesorem nadzwyczajnym w Instytucie Pedagogiki Wydziału Pedagogiki i Psychologii Uniwersytetu Kazimierza Wielkiego w Bydgoszczy oraz profesorem Kujawsko-Pomorskiej Szkoły Wyższej w Bydgoszczy.
Był prorektorem Uniwersytetu Kazimierza Wielkiego w Bydgoszczy, członkiem Komitetu Nauk Pedagogicznych PAN oraz Uniwersyteckiej Komisji Akredytacyjnej.